# J. K. Rowling
Joanne K. Rowling [ˌd͡ʒəʊˈæn ˈkeɪ ˈrəʊlɪŋ] (cunoscută ca J. K. Rowling și Robert Galbraith; n. 31 iulie 1965, Yate, Anglia, Regatul Unit) este o scriitoare britanică. Este cunoscută mai ales drept autoare a romanelor de fantezie Harry Potter. Cărțile din seria Harry Potter au atras atenția întregii lumi, câștigând mai multe premii și vânzându-se în peste 500 de milioane de exemplare. Aceste cărți au fost ecranizate în opt filme, la care Rowling a aprobat scenariile, iar la ultimele filme a fost și producătoare. A scris și cărți de ficțiune polițistă⁠(d) sub pseudonimul Robert Galbraith.
Născută la Yate, Gloucestershire, Rowling lucra ca cercetătoare și secretară bilingvă la Amnesty International în 1990, când a conceput ideea seriei Harry Potter în timp ce călătorea cu un tren întârziat de la Manchester la Londra. În cei șapte ani care au urmat, i-a murit mama, a născut primul copil, a divorțat de primul soț, și a trăit relativ în sărăcie până la publicarea primului roman din serie, Harry Potter și piatra filozofală, în 1997. A urmat scrierea celorlalte șase romane, ultimul publicat în 2007. De atunci, Rowling a scris mai multe cărți pentru publicul adult: Moarte subită (2012) și — sub pseudonimul Robert Galbraith — seria de ficțiune polițistă Cormoran Strike⁠(d). În 2020, s-a publicat online în foileton, „basmul politic” pentru copii The Ickabog.
Rowling s-a ridicat din sărăcie, de când trăia din ajutor social⁠(d), până la a ajunge prima scriitoare miliardară din lume, conform Forbes. Rowling a contrazis aceste afirmații spunând că nu este miliardară. Forbes a relatat apoi că ea și-a pierdut statutul de miliardară după ce a dat mulți bani unor organizații de caritate. Vânzările totale în Regatul Unit au depășit 238 de milioane de lire, ea fiind astfel cea mai bine vândută autoare în viață din Regatul Unit. Sunday Times Rich List din 2021⁠(d) estima averea lui Rowling la 820 de milioane de lire, locul 196 între cei mai bogați britanici. Time a numit-o între finaliștii pentru titlul de Omul Anului 2007, remarcând inspirația socială, morală și politică⁠(d) pe care a dat-o fanilor ei⁠(d). Rowling a fost decorată cu Ordinul Companionilor de Onoare⁠(d) (CH) cu ocazia zilei de naștere a reginei, în 2017 pentru opera literară și pentru cea filantropică. În octombrie 2010, a fost numită „cea mai influentă femeie din Marea Britanie” de redactorii unor reviste reputate. Rowling a susținut mai multe organizații de caritate, între care Comic Relief, One Parent Families⁠(d), Societatea Sclerozei Multiple din Marea Britanie⁠(d) și a lansat propria ei organizație de caritate, Lumos⁠(d). De la sfârșitul lui 2019, Rowling și-a făcut cunoscute opiniile pe tema persoanelor transgen și a drepturilor cetățenești ale acestora. Aceste opinii au dus la unele controverse.

## Pseudonim
Deși ea scrie sub numele de „J. K. Rowling”, la publicarea primei cărți din seria Harry Potter, înainte de a se recăsători, numele ei era „Joanne Rowling”. Anticipând că majoritatea băieților nu vor dori să citească o carte scrisă de o femeie, editorii i-au cerut să folosească două inițiale în loc de întregul nume. Fiindcă nu avea un al doilea prenume, ea a folosit litera „K” drept o a doua inițială pentru pseudonim, „K” venind de la prenumele bunicii sale din partea tatălui. Ea își spune „Jo” deoarece în tinerețe nimeni nu o striga „Joanne”, cu excepția părinților, când erau supărați pe ea. După căsătorie, câteodată a folosit și numele Joanne Murray când se ocupa de anumite afaceri personale. În timpul anchetei Leveson⁠(d) a depus mărturie sub numele Joanne Kathleen Rowling, iar articolul despre ea din Who's Who⁠(d) îi spune tot Joanne Kathleen Rowling.

## Biografie

### Familia

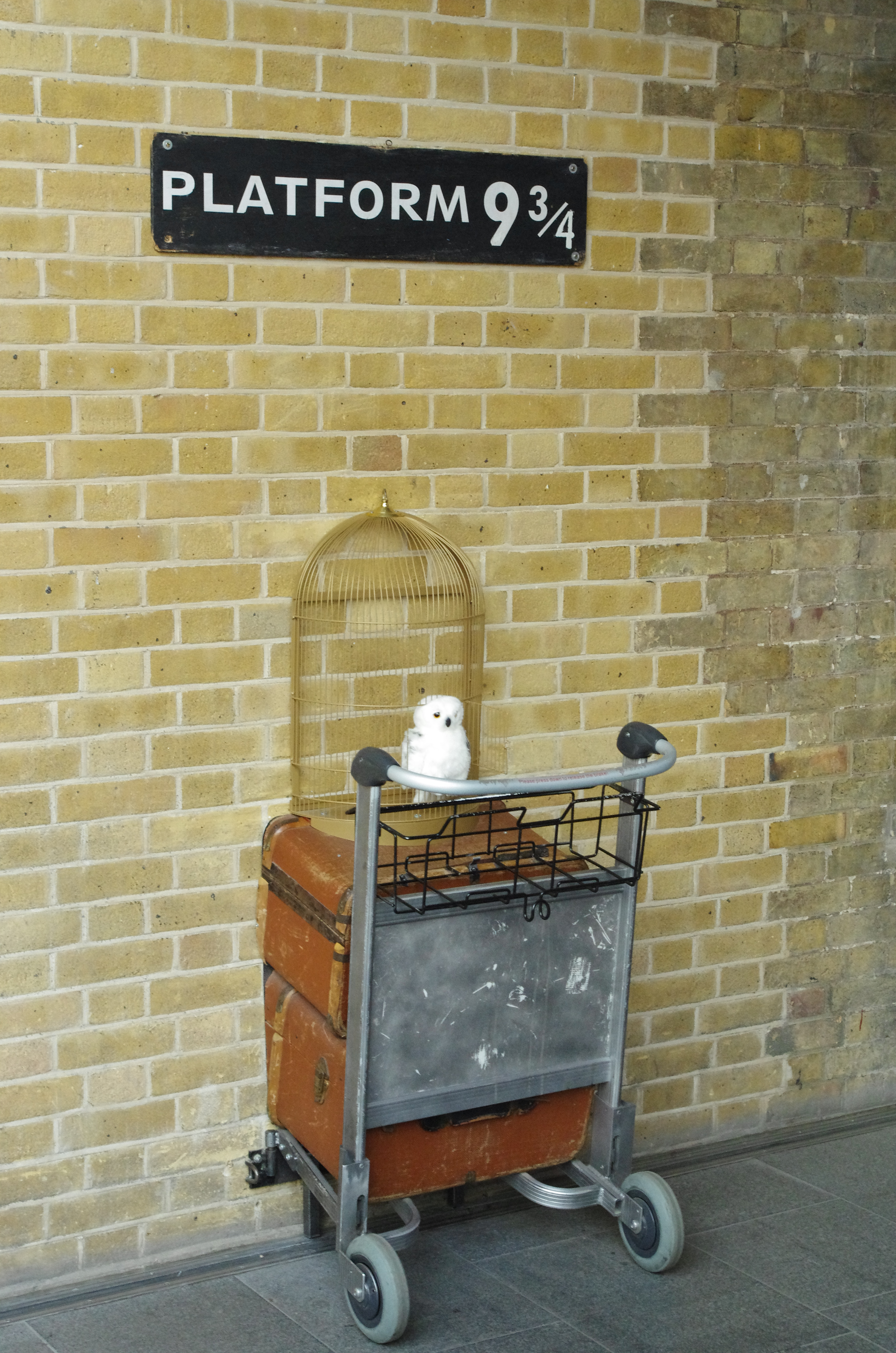
Părinții lui Rowling s-au cunoscut într-un tren ce pleca din gara King's Cross. După ce Rowling a folosit în cărțile ei gara King's Cross ca poartă către lumea vrăjitorilor, ea a devenit o populară atracție turistică.

Joanne Rowling s-a născut pe 31 iulie 1965 la Yate, Gloucestershire, iar părinții ei erau Anne (născută Volant), tehnician științific, și Peter James Rowling, inginer aeronautic la Rolls-Royce. Părinții ei s-au cunoscut în 1964, într-un tren din direcția Gara King's Cross spre Arbroath⁠(d). S-au căsătorit la 14 martie 1965. Unul din străbunicii lui Rowling din partea mamei, Dugald Campbell, era scoțian din Lamlash⁠(d). Louis Volant, bunicul francez al mamei ei din partea tatălui, a primit Crucea de Război pentru curaj excepțional în apărarea satului Courcelles-le-Comte în timpul Primului Război Mondial. Rowling credea la început că Volant primise Legiunea de Onoare în timpul războiului, așa cum a afirmat când a primit ea însăși distincția în 2009. Ulterior, a aflat adevărul când a fost subiectul unui episod al serialului britanic pe teme de genealogie Who Do You Think You Are?⁠(d) în care a aflat că un alt Louis Volant a fost cel decorat cu Legiunea de Onoare. Când a aflat povestea reală de curaj a bunicului ei și a descoperit că Crucea de Război era pentru soldați „obișnuiți” ca bunicul ei, care fusese chelner, a afirmat că Crucea de Război este „mai bună” decât Legiunea de Onoare.

### Copilăria și educația

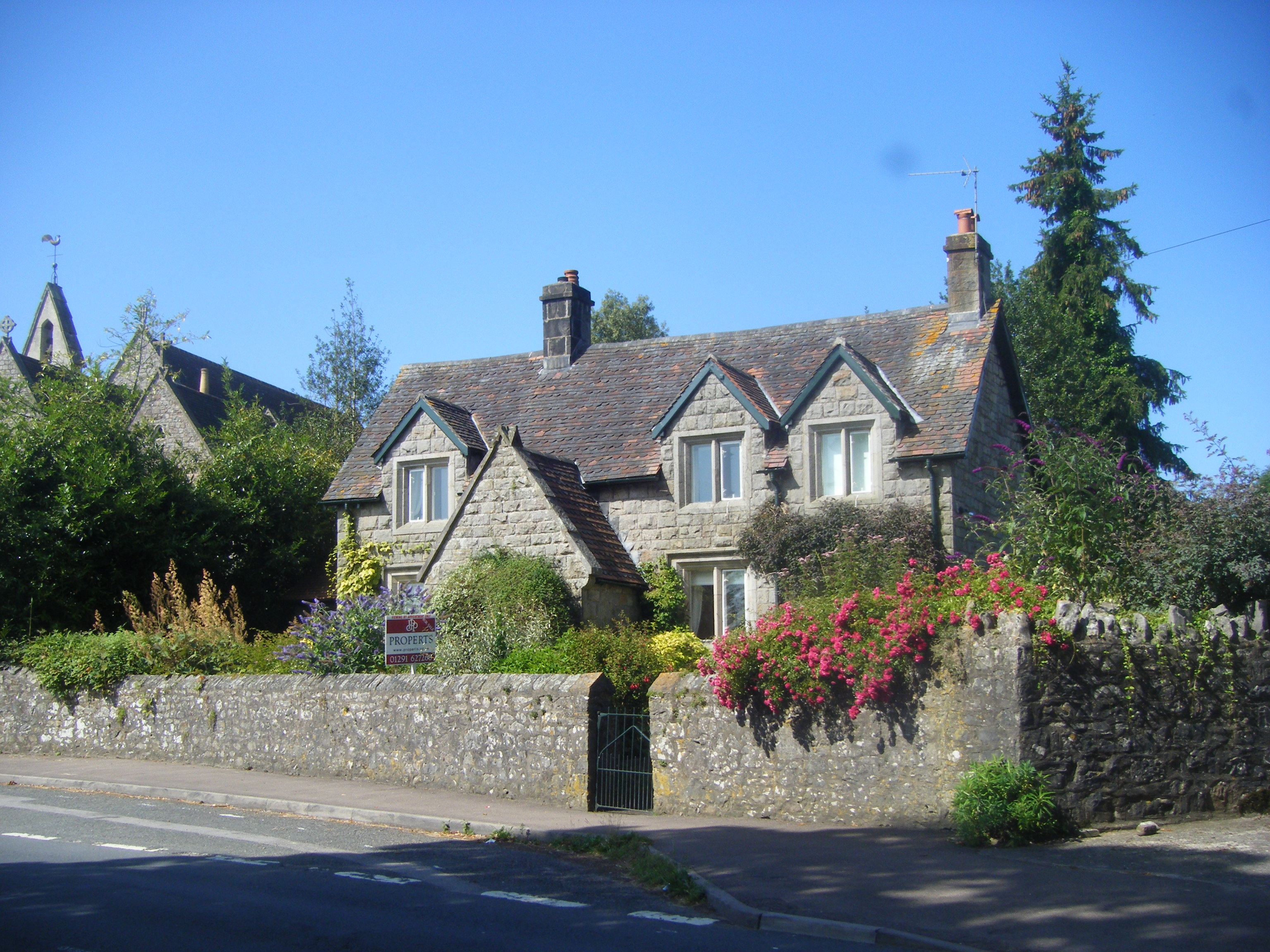
Casa copilăriei lui Rowling,, Gloucestershire

Dianne, sora lui Rowling, s-a născut în casa lor când Rowling avea 23 de luni. Când Joanne avea patru ani, familia s-a mutat în satul învecinat Winterbourne⁠(d). În copilărie, Rowling scria adesea povești fantasy pe care le citea surorii ei. La nouă ani, Rowling s-a mutat la Church Cottage⁠(d) în satul Tutshill⁠(d) din Gloucestershire, aproape de Chepstow, Țara Galilor. Când era adolescentă, o mătușă i-a dat o copie a autobiografiei Jessicăi Mitford, Hons and Rebels⁠(d). Mitford a devenit eroina lui Rowling, care a citit toate cărțile acesteia.
Despre adolescență, ea spunea că a fost una nefericită. Viața ei acasă s-a complicat din cauza diagnosticului de scleroză multiplă al mamei ei și din cauza relației tensionate cu tatăl, cu care acum nu a mai ținut legătura. Rowling a spus mai târziu că și-a bazat personajul Hermione Granger pe ea însăși la vârsta de unsprezece ani. Sean Harris, cel mai bun prieten al ei în clasele Upper Sixth (clasa a XIII-lea), deținea un Ford Anglia⁠(d) turcoaz, despre care ea afirmă că a inspirat versiunea zburătoare care a apărut în Harry Potter și Camera Secretelor. Ca mulți alți adolescenți, a devenit interesată de muzica rock, și asculta the Clash, the Smiths, și Siouxsie Sioux⁠(d), adoptând stilul vestimentar al celei din urmă, cu păr pieptănat pe spate și contur negru la ochi, stil pe care încă îl mai afișa când a intrat la facultate.

#### Educația
În copilărie, Rowling a studiat la St Michael's Primary School⁠(d), școală înființată de aboliționistul William Wilberforce⁠(d) și de reformatoarea sistemului de educație Hannah More⁠(d). S-a afirmat că directorul ei de la St Michael's, Alfred Dunn, ar fi fost sursa de inspirație pentru directorul lui Harry Potter Albus Dumbledore. Gimnaziul l-a făcut la Wyedean School and College⁠(d), unde mama ei lucra la catedra de științe. Steve Eddy, primul ei profesor de engleză din gimnaziu, își amintește că „nu [era] excepțională”, ci „una dintr-un grup de fete deștepte și destul de bune la engleză”. Rowling a dat examenele A-level⁠(d) la engleză, franceză și germană, luând două note de A și un B și a fost head girl⁠(d).
Rowling și-a luat licența⁠(d) la franceză și studii clasice⁠(d) la Universitatea din Exeter⁠(d). Martin Sorrell, profesor de franceză la Exeter, își amintește „o studentă de o competență discretă, cu jachetă de denim și păr negru, care, în termeni academici, lăsa impresia că face ce este necesar”. Rowling își amintește că lucra puțin pentru școală, preferând să citească Dickens și Tolkien. După un an de studii la Paris, Rowling a absolvit Exeter în 1986. În 1988, ea a scris un scurt eseu despre perioada în care a studiat clasicii, intitulat „Cum zici că se numea nimfa aia? sau amintirii din studiile greco-romane”; a fost publicat în revista Pegasus a a Universității din Exeter.

### Inspirație și decesul mamei
Rowling a lucrat ca cercetătoare și secretară bilingvă la Amnesty International, după care s-a mutat cu prietenul ei în Manchester, unde a lucrat la Camera de Comerț. În 1990, călătorea cu trenul de la Manchester spre Londra, când i-a venit dintr-o dată în minte ideea poveștii unui băiat care studia la o școală de vrăjitori. Când a ajuns în apartamentul ei din Clapham Junction, a început să scrie imediat.
În luna decembrie a aceluiași an, mama ei a murit, după o luptă de zece ani cu scleroza multiplă. Rowling scria Harry Potter la acea dată și nu îi spusese niciodată mamei ei despre ea. Decesul mamei i-a afectat mult scrisul: ea și-a canalizat propriile sentimente de tristețe și pierdere adăugând mai multe detalii despre pierderea părinților lui Harry.

### Căsătoria, divorțul și viața de mamă singură

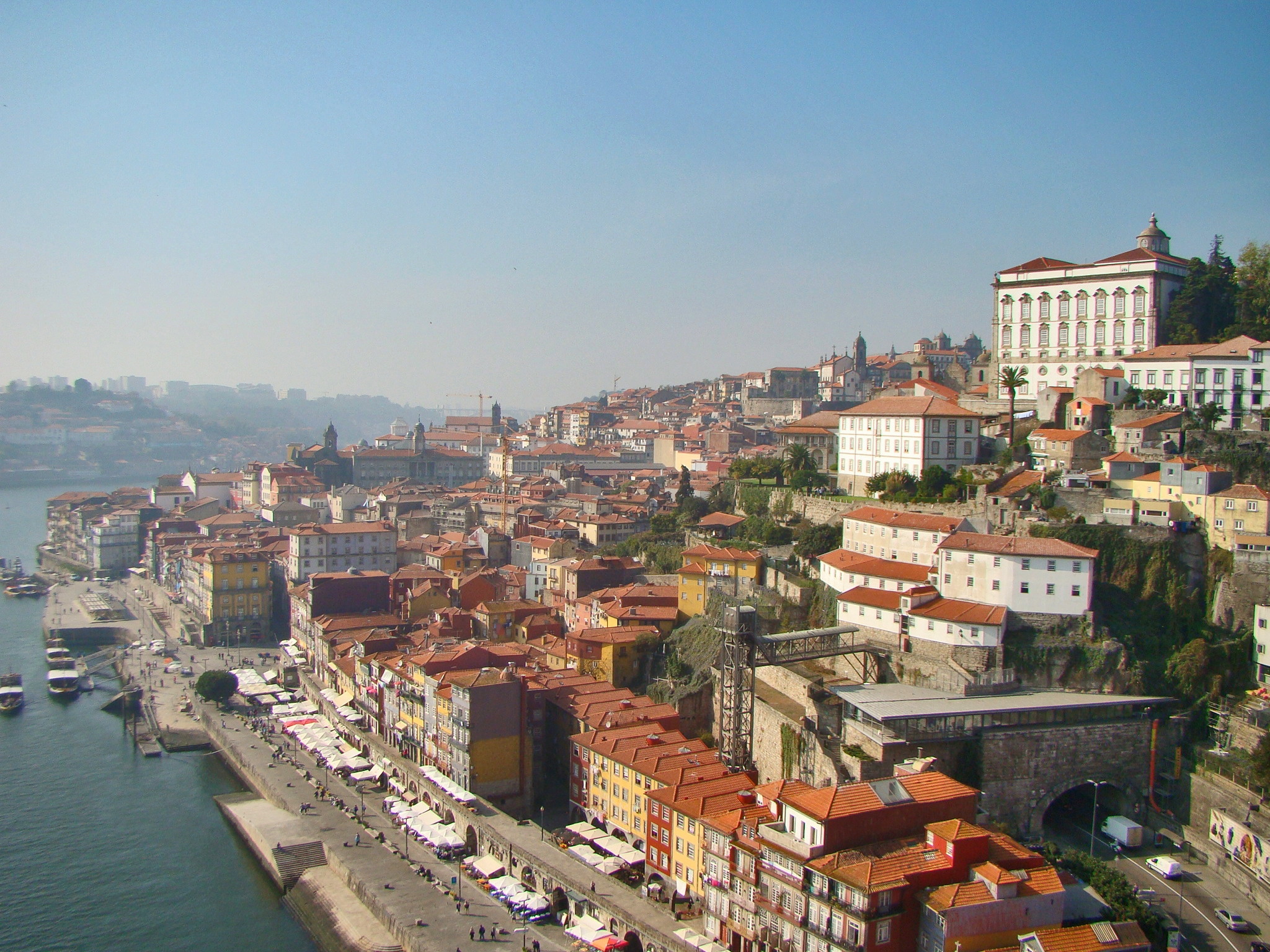
Rowling s-a mutat la Porto să predea. În 1993, s-a întors în Regatul Unit însoțită de fiica ei și având trei capitole terminate din Harry Potter, după ce căsnicia i s-a deteriorat.

Un anunț de mica publicitate din The Guardian i-a dat ideea să se mute la Porto, Portugalia pentru a preda engleza ca limbă străină. Seara preda, iar ziua scria ascultând Concertul pentru vioară de Ceaikovski. După 18 luni petrecute la Porto, l-a cunoscut într-un bar pe jurnalistul portughez de televiziune Jorge Arantes și a aflat că el îi împărtășește interesul față de Jane Austen. Cei doi s-au căsătorit pe 16 octombrie 1992, iar fiica lor, Jessica Isabel Rowling Arantes (numită după scriitoarea Jessica Mitford), s-a născut pe 27 iulie 1993 în Portugalia. Rowling mai avusese anterior o sarcină, pe care a pierdut-o. Cuplul s-a despărțit în noiembrie 1993. Biografii au sugerat că Rowling ar fi suferit din cauza violenței în familie, fapt ce avea să fie confirmat de Rowling; chiar Arantes a afirmat într-un articol din The Sun publicat în iunie 2020 că a pălmuit-o și că nu regretă. Comisarul împotriva abuzurilor în familie din Regatul Unit, Nicole Jacobs a mustrat formal ziarul The Sun, arătând că este inacceptabil „să se repete și să se amplifice vocea cuiva care recunoaște deschis violența împotriva partenerei". În decembrie 1993, Rowling și fiica ei s-au mutat mai aproape de sora ei în Edinburgh, Scoția, cu trei capitole din Harry Potter în valiză.
La șapte ani după terminarea facultății, Rowling se considera o ratată. Căsnicia îi eșuase, și era șomeră, cu un copil în întreținere, dar ulterior și-a descris eșecul drept ceva „eliberator”, care i-a permis să se concentreze pe scris. În această perioadă, i s-a diagnosticat depresia clinică și a avut gânduri de sinucidere. Depresia a fost sursa de inspirație pentru personajele denumite dementori, creaturi care sugeau sufletul oamenilor în a treia carte. Rowling a depus cerere de ajutor social, descriindu-și situația economică drept „o sărăcie cât de mare e posibilă în Marea Britanie modernă, fără a fi persoană fără adăpost.”
Rowling a trecut prin momente disperate după ce soțul ei de care se despărțise și-a făcut apariția în Scoția, în căutarea ei și a fiicei lor. A obținut o ordonanță de restricție, iar Arantes s-a întors în Portugalia, Rowling cerând divorțul în august 1994. A terminat primul ei roman trăind din ajutorul social, după care a început un curs de pedagogie în august 1995 la Facultatea de Educație Moray House⁠(d) din cadrul Universității din Edinburgh. A scris în multe cafenele, mai ales în Nicolson's Café (la care era patron cumnatul ei) și în Elephant House, oriunde putea să o adoarmă pe Jessica. Într-un interviu acordat BBC în 2001, Rowling a negat zvonurile cum că ar fi scris în cafenelele locale pentru a nu sta în apartamentul neîncălzit, spunând că de fapt avea căldură în casă. Ea a explicat că scria în cafenele deoarece acolo avea la dispoziție cafea la discreție fără a-și întrerupe activitatea, și fiindcă fetița adormea mai ușor dacă era scoasă la o plimbare mai întâi.

## Harry Potter

### CărțileHarry Potter

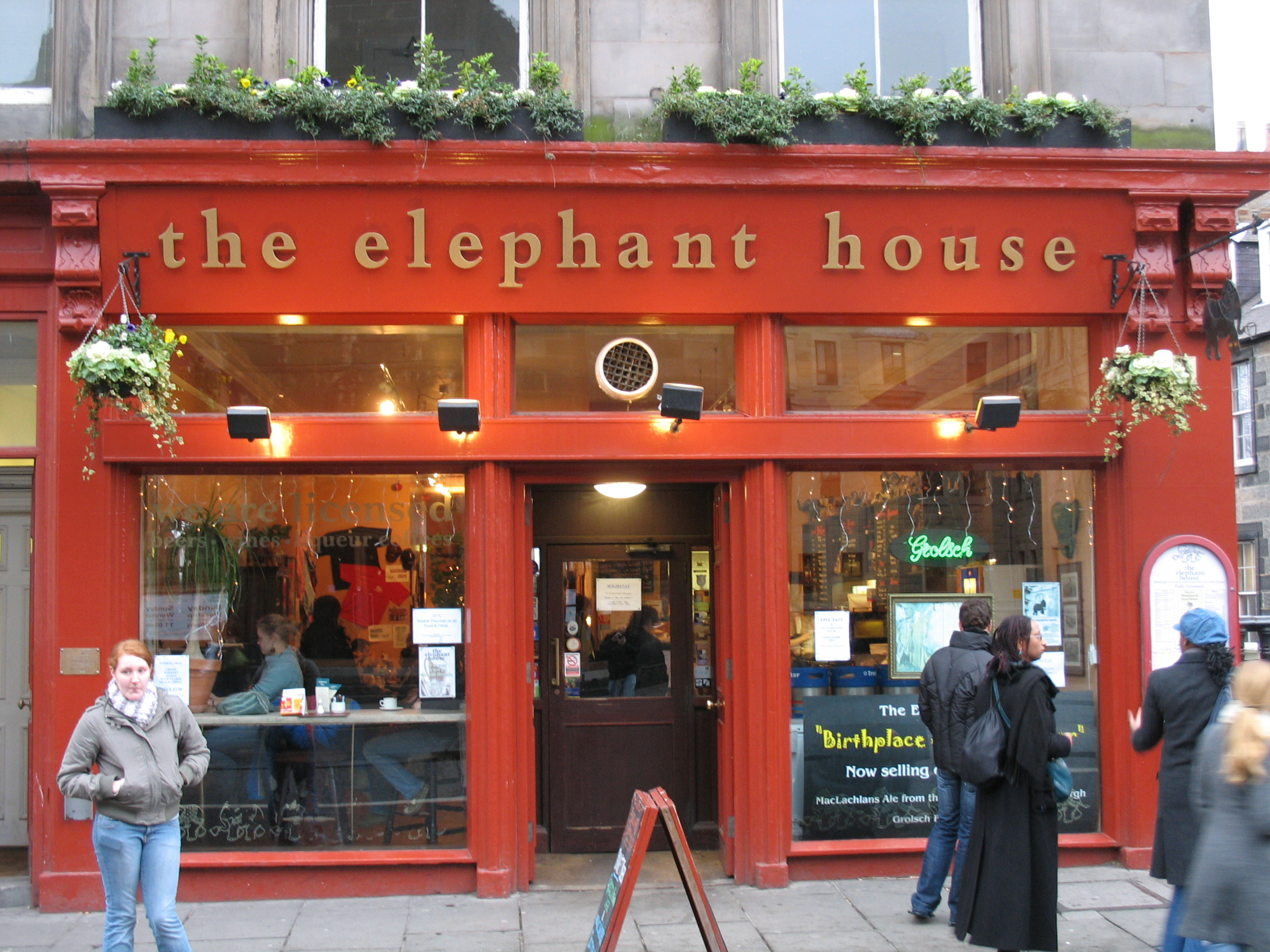
„The Elephant House” - una dintre cafenelele din Edinburgh în care Rowling a scris primul roman Harry Potter.

În 1995, Rowling a terminat manuscrisul pentru Harry Potter și Piatra Filozofală pe o veche mașină de scris manuală. După răspunsul entuziast al lui Bryony Evens, un cititor⁠(d) rugat să citească primele trei capitole ale cărții, agenția literară Christopher Little Literary Agents⁠(d) a acceptat să o reprezinte pe Rowling în căutarea unei edituri. Cartea a fost prezentată la 12 edituri, dar toate au respins manuscrisul. Abia un an mai târziu, a primit undă verde (și 1500 de lire avans) din partea editorului Barry Cunningham de la Bloomsbury, o editură londoneză. Decizia de a publica romanul lui Rowling se datorează în mare parte lui Alice Newton, fiica de 8 ani a președintelui editurii, care a fost pusă de tatăl ei să recenzeze primul capitol; după ce l-a citit pe primul, l-a cerut imediat pe următorul. Chiar dacă Bloomsbury a acceptat să publice cartea, Cunningham a sfătuit-o să își ia și un serviciu, deoarece avea șanse mici să facă bani din vânzarea cărților pentru copii. Curând după aceea, în 1997, Rowling a primit o subvenție în valoare de 8.000 de £ de la Consiliul Scoțian de Artă pentru a-și continua cariera literară.
În iunie 1997, Bloomsbury a publicat Harry Potter și Piatra Filozofală cu un tiraj inițial de 1.000 de exemplare, dintre care cinci sute au fost distribuite în librării. Astăzi, astfel de exemplare ale cărții sunt evaluate între 16.000 și 25.000 de lire. Cinci luni mai târziu, cartea a câștigat primul său premiu, Nestlé Smarties Book Prize. În februarie 1998, romanul a câștigat British Book Award⁠(d) pentru cartea pentru copii a anului⁠(d) și ulterior și Children's Book Award. Pe la începutul lui 1998, în Statele Unite ale Americii s-a ținut o licitație pentru drepturile de a publica romanul, licitație câștigată de Scholastic Inc.⁠(d), pentru 105.000 de $. Rowling a spus că la auzirea veștii „era să moară”. În octombrie 1998, Scholastic a publicat Piatra Filozofală în SUA sub titlul Harry Potter and the Sorcerer's Stone (Harry Potter și Piatra Vrăjitorului): o schimbare pe care Rowling spunea că o regretă și pe care ar fi combătut-o activ dacă ar fi fost într-o postură mai bună în acel moment.
Continuarea ei, Harry Potter și Camera Secretelor, a fost publicată în iulie 1998, iar Rowling a câștigat din nou Smarties Prize. În decembrie 1999, al treilea roman, Harry Potter și Prizonierul din Azkaban, a câștigat și el premiul Smarties, iar Rowling a devenit prima persoană care l-a câștigat de trei ori consecutiv. Mai târziu, a retras al patrulea roman Harry Potter din competiție pentru a da altor cărți o șansă. În ianuarie 2000, Prizonierul din Azkaban a câștigat premiul Whitbread Children's Book of the Year, deși a pierdut premiul de „Cartea Anului” pe care l-a luat traducerea lui Beowulf realizată de Seamus Heaney.
A patra carte, Harry Potter și Pocalul de Foc a fost lansată simultan în Regatul Unit și Statele Unite pe 8 iulie 2000, bătând recordurile de vânzări în ambele țări. 372.775 de copii ale cărții au fost vândute în prima zi în Regatul Unit, având aproape același număr de exemplare vândute pentru Prizonierul din Azkaban în primul său an. În SUA s-au vândut trei milioane de exemplare în primele 48 de ore, doborând toate recordurile în vânzări. Rowling a recunoscut că avusese un moment de criză în timp ce scria romanul, când a trebuit să rescrie un capitol de multe ori pentru a repara o problemă cu intriga. Rowling a fost numită autorul anului la British Book Awards din anul 2000.
A fost o pauză de trei ani între lansarea Pocalului de Foc și a celui de al cincilea roman Harry Potter, Harry Potter și Ordinul Phoenix. Această pauză a dus la speculația că Rowling ar suferi un blocaj scriitoricesc, speculații pe care ea le-a negat ulterior. Mai târziu, Rowling a admis că scrierea cărții a fost un chin, că ar fi putut fi mai scurtă și că spre sfârșit a intrat în criză de timp și de energie.

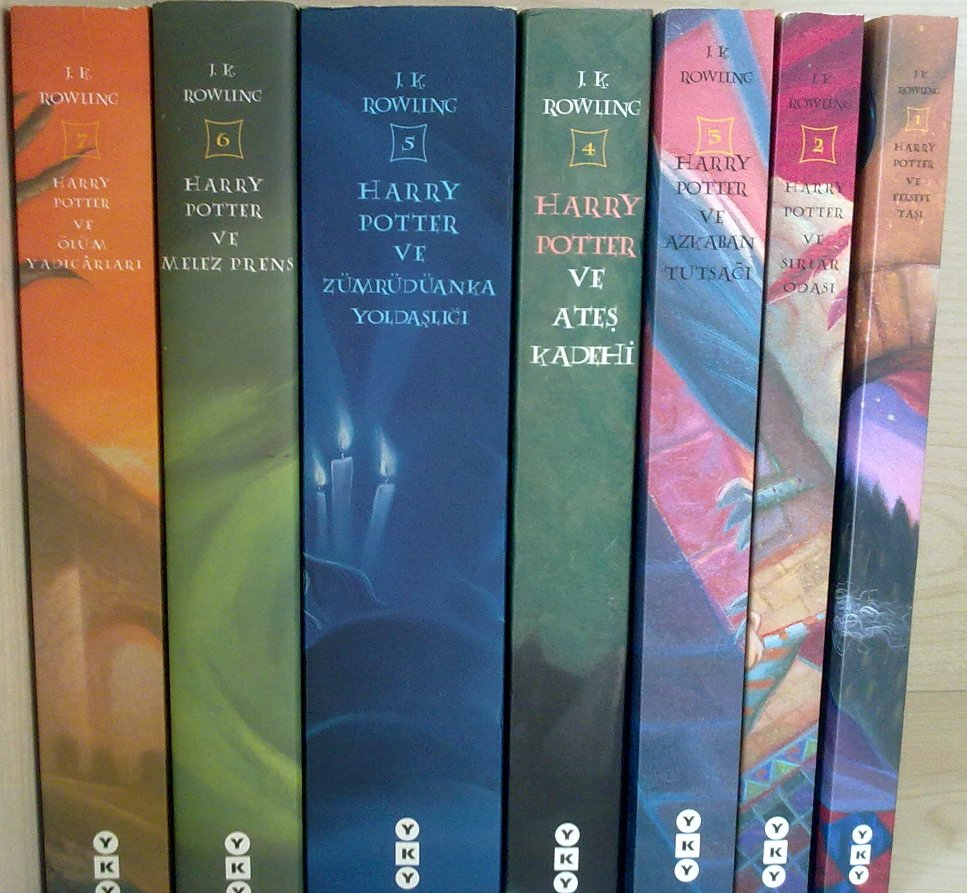
Ediții turcești ale celor șapte cărți Harry Potter.

A șasea carte, Harry Potter și Prințul Semipur, a fost lansată pe 16 iulie 2005. Și aceasta a bătut recordurile de vânzări, fiind cumpărată în nouă milioane de copii în primele 24 de ore de la lansare. În 2006, Prințul Semipur a primit premiul British Book of the Year la British Book Awards.
Titlul celei de-a șaptea și ultima carte Harry Potter a fost făcută publică pe 21 decembrie 2006 sub numele de Harry Potter și Talismanele Morții. În februarie 2007 s-a dat publicității faptul că Rowling a terminat pe data de 11 ianuarie 2007, într-o cameră de hotel la Hotelul Balmoral din Edinburgh, cel de-al șaptelea volum. Romanul Harry Potter și Talismanele Morții a fost lansat pe 21 iulie 2007 (00:00 UTC+1) și a doborât recordul predecesorului său, de cea mai rapid vândută carte din toate timpurile. A fost cumpărată în 11 milioane de copii în prima zi de la lansarea în Regatul Unit și Statele Unite. Ultimul capitol al cărții fusese unul din primele scrise în întreaga serie.
Harry Potter este acum un brand de anvergură mondială, a cărei valoare este estimată la 15 miliarde de dolari, iar ultimele patru cărți Harry Potter au stabilit consecutiv recorduri ca fiind cele mai rapid vândute cărți din istorie. Cărțile au fost traduse în întregime sau parțial în peste 65 de limbi.
Cărțile Harry Potter au primit de asemenea recunoaștere pentru trezirea interesului tinerilor pentru citit, într-o perioadă în care se considera că aceștia abandonau cărțile în favoarea calculatorului și a televizorului, deși evaluări ulterioare au arătat că numărul tinerilor cititori este în continuă scădere în ciuda succesului cărților.

### FilmeleHarry Potter
În octombrie 1998, Warner Bros. a cumpărat drepturile de ecranizare cinematografică pentru primele două romane în schimbul unei sume de ordinul milioanelor de dolari. Adaptarea cinematografică a cărții Harry Potter și Piatra Filozofală a fost lansată pe 16 noiembrie 2001 și cea a cărții Harry Potter și Camera Secretelor pe 15 noiembrie 2002. Ambele au fost regizate de Chris Columbus. Pe 4 iunie 2004 a fost lansat filmul Harry Potter și Prizonierul din Azkaban, în regia lui Alfonso Cuarón. Al patrulea film, Harry Potter și Pocalul de Foc, a fost regizat de Mike Newell⁠(d), și a fost lansat în data de 18 noiembrie 2005. Harry Potter și Ordinul Phoenix a apărut pe 11 iulie 2007. David Yates a regizat, iar Michael Goldenberg⁠(d) a scris scenariul, după ce a preluat postul ce aparținuse până atunci lui Steve Kloves⁠(d). Harry Potter și Prințul Semipur a fost lansat în data de 15 iulie 2009. David Yates a regizat din nou, iar Kloves s-a întors ca scenarist. Harry Potter și Talismanele Morții a fost filmat în două segmente, prima parte fiind lansată în noiembrie 2010 și a doua parte în iulie 2011. Yates a regizat din nou ambele filme.
Warner Bros. a ținut cont de dorințele lui Rowling la semnarea contractului. Una dintre principalele ei dorințe a fost ca filmul să fie turnat în Regatul Unit cu o distribuție formată din actori britanici, cerere care i-a fost în general respectată. Rowling a cerut și ca firma Coca-Cola, care a câștigat dreptul de a-și comercializa produsele sub un brand asociat seriei de filme, să doneze 18 milioane de dolari organizației americane de caritate Reading Is Fundamental⁠(d), precum și altor programe comunitare de caritate.

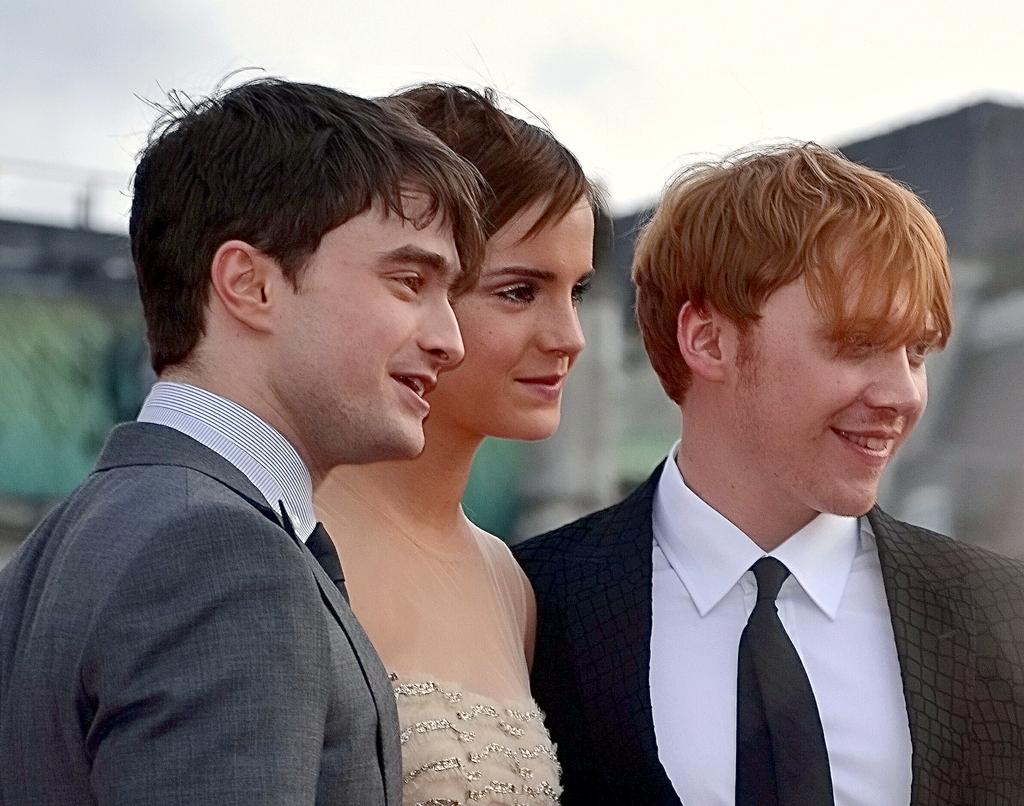
Actorii principali:
Daniel Radcliffe (Harry Potter);Emma Watson (Hermione Granger); Rupert Grint (Ron Weasley).

Primele scenarii ale celor patru filme au fost realizate de către Steve Kloves; Rowling l-a ajutat în cursul elaborării scenariului, asigurându-se că acesta nu va intra în contradicție cu viitoarele cărți ale seriei. Ea le-a spus și lui Alan Rickman (Severus Plesneală) și lui Robbie Coltrane (Hagrid) anumite secrete despre personajele lor înainte ca ele să fie dezvăluite prin publicarea cărților. Daniel Radcliffe (Harry Potter) a întrebat-o dacă Harry va muri cândva pe parcursul seriei, iar Rowling i-a spus: „[o să] ai o scenă în care mori”, nerăspunzându-i astfel explicit la întrebare. Steven Spielberg a fost abordat pentru a regiza primul film, dar a renunțat. Presa a sugerat în mai multe rânduri că Rowling ar fi avut de-a face cu plecarea lui, dar ea a afirmat că nu a avut putere de decizie în ceea ce privește regizorul filmului și că nu l-ar fi respins pe Spielberg. Prima alegere a lui Rowling pentru regizor a fost membrul grupului Monty Python, Terry Gilliam, ea fiind fană a lui. Warner Bros a vrut un film destinat întregii familii și în final l-a ales pe Chris Columbus, care inițial trebuia să regizeze toate cele șapte filme.
Rowling dobândise control creativ asupra filmelor, și toate scenariile necesitau aprobarea ei; în ultimul film în două părți, Harry Potter și Talismanele Morții, ea și-a asumat și rolul de producător.
Împreună cu producătorii David Heyman⁠(d) și David Barron⁠(d), și regizorii David Yates, Mike Newell⁠(d) și Alfonso Cuarón, Rowling a obținut Premiul Michael Balcon pentru contribuții britanice remarcabile în domeniul cinematografiei la ediția din 2011 a premiilor BAFTA datorită francizei de filme Harry Potter.
În septembrie 2013, Warner Bros. a anunțat un „parteneriat creativ extins” cu Rowling, pe ideea unei serii de filme despre personajul ei, Newt Scamander⁠(d), autor al cărții Fiare fantastice: unde să le găsești⁠(d). Primul film a fost lansat în noiembrie 2016 și are acțiunea cu aproximativ 70 de ani înainte de evenimentele seriei principale. În 2016, s-a anunțat că seria va consta din cinci filme. Al doilea, Fiare fantastice: crimele din Grindelwald, a fost lansat în noiembrie 2018.

## Viața dupăHarry Potter

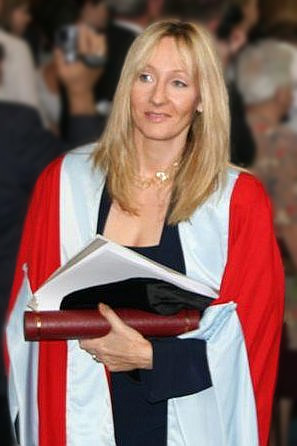
Autoarea după ce a primit o diplomă de onoare de la Universitatea din Aberdeen în 2006.

### Succesul financiar
Forbes a numit-o pe Rowling prima persoană care a devenit miliardară în dolari în urma scrierilor unor cărți, a doua cea mai bogată femeie activă în domeniul divertismentului și a pus-o pe locul 1.062 în clasamentul celor mai bogați oameni din lume. Rowling a pus la îndoială calculele și a afirmat că, deși are mulți bani, nu este miliardară. Sunday Times Rich List din 2008 a clasat-o pe Rowling pe locul 144 în topul celor mai bogate persoane din Regatul Unit, cu o avere estimată la 820 de milioane de lire. După ce a ținut-o opt ani pe lista bogaților, Forbes a înlăturat-o în 2012, susținând că cele 160 de milioane de dolari donați diferitelor organizații de caritate, precum și fiscalitatea ridicată din Regatul Unit au făcut să nu mai fie miliardară. În februarie 2013, emisiunea Woman's Hour⁠(d) de la BBC Radio 4⁠(d) o evalua a ca treisprezecea cea mai puternică femeie britanică.
Rowling a obținut titlul nobiliar⁠(d) de Laird⁠(d) de Killiechassie⁠(d) în 2001 cupă ce a achiziționat conacul istoric Killiechassie⁠(d), împreună cu moșia înconjurătoare, situată pe malurile râului Tay⁠(d), lângă Aberfeldy⁠(d), în Perth și Kinross. Ea deține și o casă în valoare de 4,5 milioane de lire sterline (9 milioane de dolari) situată în zona Kensington, în vestul Londrei, pe o stradă supravegheată 24 de ore din 24.
Rowling s-a clasat constant printre autorii cu cele mai mari câștiguri financiare din lume. A fost numită cel mai bine plătit autor în 2017 și 2019 de către Forbes cu câștigur nete de 72 de milioane de lire (95 de milioane de dolari) și, respectiv, 92 de milioane de dolari.

### A doua căsătorie și familia
Pe 26 decembrie 2001, Rowling s-a căsătorit cu anestezistul Neil Michael Murray (n. 30 iunie 1971) în cadrul unei ceremonii private de la conacul Killiechassie. Era pentru amândoi a doua căsătorie. Murray fusese înainte căsătorit cu doctorița Fiona Duncan din anul 1996. Murray și Duncan s-au despărțit în anul 1999 și au divorțat în vara lui 2001. David Gordon Rowling Murray, fiul lui Murray și al scriitoarei, s-a născut în 2003. La scurt timp după ce a început să scrie Harry Potter și Prințul Semipur, Rowling a luat o pauză pentru a îngriji nou-născutul.
Rowling este prietenă cu Sarah Brown, soția fostului prim-ministru britanic Gordon Brown. Ele s-au întâlnit când au colaborat la un eveniment caritabil. Când doamna Brown a născut în 2003, Rowling a fost prima care a vizitat-o la spital. Cel mai mic copil al lui Rowling, fetița Mackenzie Jean Rowling Murray, născută în 2005, este cea căreia Joanne i-a dedicat cartea Harry Potter și Prințul Semipur.
În octombrie 2012, un articol din New Yorker afirma că familia Rowling locuiește într-o casă de secol al XVII-lea din Edinburgh, mascată de tufe înalte de conifere. Până în octombrie 2012, Rowling fusese vecină cu scriitorul Ian Rankin, care spunea despre ea că este tăcută și introspectivă, și că se simte în elementul ei cu copiii. În iunie 2006, se știa că familia locuiește în Scoția.

## Scrieri ulterioare

### The Casual Vacancy
În iulie 2011, Rowling s-a despărțit de agentul ei, Christopher Little, și a trecut la o nouă agenție înființată de Neil Blair, o persoană din stafful ei. La 23 februarie 2012, agenția acestuia, Blair Partnership, a anunțat pe website-ul său că Rowling urmează să publice o nouă carte destinată publicului adult. Într-un comunicat de presă, Rowling a spus că noua ei carte va fi foarte diferită de Harry Potter. În aprilie 2012, Little, Brown and Company au anunțat că cartea va avea titlul The Casual Vacancy și că va fi lansată la 27 septembrie 2012. Rowling a dat mai multe interviuri și a apărut în mass-media pentru a promova The Casual Vacancy, inclusiv la Southbank Centre⁠(d) din Londra, la Festivalul Literar Cheltenham⁠(d), la Charlie Rose și la Festivalul de Carte Lennoxlove. În primele trei săptămâni de la lansare, The Casual Vacancy s-a vândut într-un milion de exemplare în toată lumea.
La 3 decembrie 2012, s-a anunțat că BBC va adapta The Casual Vacancy într-un miniserial dramatic de televiziune⁠(d). Agentul lui Rowling, Neil Blair, a acționat ca producător, prin compania sa independentă de producție și cu Rick Senat ca producător executiv. Rowling a colaborat la adaptare, din rolul ei de producătoare executivă a serialului. Serialul a fost difuzat în trei părți între 15 februarie și 1 martie 2015.

### Cormoran Strike
În 2007, în timpul Festivalului de Carte de la Edinburgh⁠(d), scriitorul Ian Rankin⁠(d) a susținut că soția lui o zărise pe Rowling „mâzgălind” la un roman polițist într-o cafenea. Rankin a retractat ulterior povestea, afirmând că glumise, dar zvonul a persistat, și în 2012 The Guardian speculat că următoarea carte a lui Rowling va fi un roman polițist. În 2005, într-un interviu cu Stephen Fry, ea a spus că ar prefera să-și publice viitoarele cărți sub un pseudonim, însă a recunoscut la Jeremy Paxman⁠(d) în 2003 că dacă ar face-o presa probabil ar „afla în câteva secunde”.
În aprilie 2013, Little Brown a publicat The Cuckoo's Calling⁠(d) (Cântecul cucului), anunțat ca romanul de debut⁠(d) al scriitorului Robert Galbraith, pe care editura l-a descris drept un „fost anchetator civil de la Royal Military Police⁠(d) care a plecat în 2003 să lucreze în industria civilă de securitate”. Romanul, o poveste cu detectivi⁠(d) în care detectivul particular Cormoran Strike rezolvă presupusa sinucidere a unui supermodel, s-a vândut în 1500 de exemplare cartonate (ulterior s-a afirmat că acest număr ar fi fost tirajul inițial, totalul vânzărilor fiind mai aproape de 500) și a fost lăudat de alți autori și critici de cărți polițiste—o recenzie în Publishers Weekly a lăudat cartea drept un „debut stelar”, în timp ce secțiunea polițistă din Library Journal a declarat romanul „debutul lunii”.
India Knight⁠(d), romancieră și editorialistă pentru The Sunday Times, a tweetat pe 9 iulie 2013 că citește The Cuckoo's Calling și că i se pare bun pentru un roman de debut⁠(d). Ca răspuns, un alt tweeter pe nume Jude Callegari a spus că autoarea e de fapt Rowling. Knight l-a întrebat detalii, dar nu a mai primit vreun alt răspuns. Knight l-a anunțat pe Richard Brooks, redactor artistic la The Sunday Times, care și-a început propriile cercetări. După ce a descoperit că Rowling și Galbraith au același agent și același editor, a trimis cărțile la o analiză lingvistică, unde s-au găsit similitudini, și l-a contactat apoi pe agentul lui Rowling, care i-a confirmat că Galbraith este pseudonimul lui Rowling. La câteva zile după ce s-a dezvăluit că Rowling este autoarea, vânzările cărții au crescut cu 4000%, iar Little Brown a tipărit un nou tiraj de 140.000 de exemplare pentru a acoperi cererea în creștere. La data de 18 iulie 2013 , un exemplar din prima ediție, cu autograf, se vindea cu 4453 de dolari, iar un exemplar nevândut al primei ediției, cu autograf, se oferea în schimbul a 6188 de dolari (3950 de lire).
Rowling a spus că i-a plăcut să lucreze sub pseudonim. Pe site-ul ei dedicat scrierilor sub numele de Robert Galbraith, Rowling a explicat că a luat prenumele de la unul din eroii ei personali, Robert F. Kennedy, și numele de la un pseudonim imaginar al ei din copilărie, Ella Galbraith. Comentând pe marginea numelui într-un interviu acordat lui Graham Norton, ea a remarcat că „atunci când am fost demascată, oamenii au analizat numele și ziceau că «Robert înseamnă celebritate luminoasă, și Galbraith înseamnă străin» și eu mă gândeam «pe bune? habar nu aveam!» Dar, știi, uneori lucrurile sunt analizate și răsanalizate.”
La scurt timp după dezvăluire, Brooks s-a gândit dacă Jude Callegari ar fi de fapt Rowling ca parte dintr-o speculație mai largă cum că întreaga poveste ar fi avut doar rol de a genera publicitate. Unii au observat și că mulți dintre scriitorii care lăudaseră cartea la început, cum ar fi Alex Gray⁠(d) sau Val McDermid⁠(d), erau din cercul de cunoștințe al lui Rowling; ambii au negat vehement orice cunoștință prealabilă despre faptul că Rowling era autoarea. Judith "Jude" Callegari era cea mai bună prietenă a soției lui Chris Gossage, partener la Russells Solicitors, firma de avocatură a lui Rowling. Rowling a dat o declarație publică prin care își exprima dezamăgirea și furia; firma Russells și-a cerut scuze pentru scurgerea de informații, confirmând că ea nu face parte dintr-o acțiune voită de marketing și că „dezvăluirea a fost făcută în secret și în particular unei persoane în care [el are] încredere implicită”. Russells a făcut apoi o donație la Soldiers' Charity⁠(d) în numele lui Rowling și i-a returnat onorariul pentru serviciile legale. La 26 noiembrie 2013, Autoritatea de Reglementare a Avocaturii (SRA) i-a dat lui Gossage o mustrare scrisă și o amendă de 1000 de lire pentru încălcarea normelor de confidențialitate.
La 17 februarie 2014, Rowling a anunțat că al doilea roman cu Cormoran Strike, intitulat The Silkworm (Viermele de mătase), avea să fie lansat în iunie 2014. În acesta, Strike anchetează dispariția unui scriitor detestat de mulți dintre foștii săi prieteni, pe care i-a insultat în noul lui roman.
În 2015, Rowling a afirmat pe website-ul Galbraith că al treilea roman cu Cormoran Strike va include „o planificare nebunește de enormă, mai multă decât am făcut pentru orice altă carte scrisă de mine până acum. Am foi de lucru cu coduri de culori, ca să țin evidența direcțiilor în care merg.” La 24 aprilie 2015, Rowling a anunțat că a terminat lucrul la a treia carte. Intitulată Career of Evil⁠(d), ea a fost lansată la 20 octombrie 2015 în Statele Unite, și la 22 octombrie 2015 în Regatul Unit.
În 2017, BBC a lansat serialul de televiziune Cormoran Strike⁠(d), cu Tom Burke⁠(d) în rolul lui Cormoran Strike⁠(d), serial ce a fost preluat de HBO pentru a fi distribuit în Statele Unite și Canada.
În martie 2017, într-un joc de „spânzurătoarea” pe Twitter, Rowling a dezvăluit celor care o urmăreau titlul noii cărți. După multe tentative eșuate, aceștia au reușit să-l ghicească. Rowling a confirmat că titlul următorului roman este Lethal White⁠(d) (Alb mortal). Deși intenționa să-l lanseze în 2017, Rowling a tweetat că scrisul cărții durează mai mult decât se aștepta și că este cea mai lungă carte din serie de până atunci. Cartea a fost lansată pe 18 septembrie 2018. A cincea carte din serie, intitulată Troubled Blood⁠(d), a fost publicată în septembrie 2020. În mai 2021, Troubled Blood a câștigat premiul „Cartea Polițistă și Thriller a Anului” la British Book Awards⁠(d).

### Alte cărți cu Harry Potter
Rowling a spus că, foarte probabil, nu vor mai apărea alte cărți în seria Harry Potter. În octombrie 2007, ea a afirmat că viitoarele ei scrieri nu se vor mai înscrie în genul fantasy. Pe 1 octombrie 2010, într-un interviu cu Oprah Winfrey, a sugerat însă că este posibilă o nouă carte din această sagă.

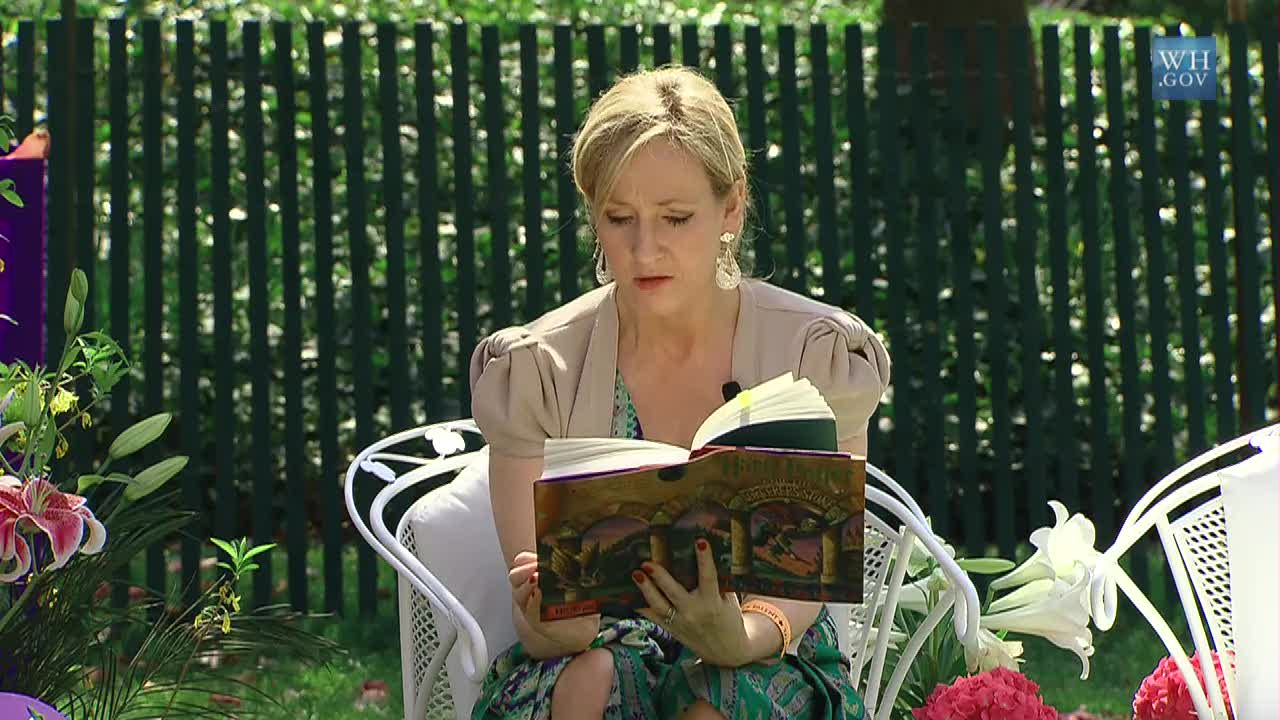
Rowling citind din Harry Potter și Piatra Filozofală la Easter Egg Roll, Casa Albă.

În 2007, Rowling a anunțat că are în plan să scrie o enciclopedie despre lumea magicienilor Harry Potter, constând din diverse materiale și note nepublicate anterior. Orice profit care i l-ar putea aduce o astfel de carte urma să fie donat în scopuri caritabile. În 2007, în timpul unei conferințe de presă la teatrul Kodak din Hollywood, când a fost întrebată cum merge lucrul la acea enciclopedie, ea a zis: „Nu merge, și nici nu m-am apucat să scriu la ea. N-am spus niciodată că ar fi următorul lucru pe care l-aș face”. Scriitoarea a declarat că ar putea dura chiar zece ani să finalizeze enciclopedia.
În iunie 2011, Rowling a anunțat că viitoarele proiecte Harry Potter, precum și toate materialele disponibile prin descărcare digitală, vor fi concentrate într-un nou site web numit Pottermore⁠(d). Site-ul include 18.000 de cuvinte cu informații suplimentare privind personajele, locurile și obiectele din universul Harry Potter.
În octombrie 2015, Rowling a anunțat pe Pottermore că o piesă de teatru scrisă de ea în colaborare cu dramaturgii Jack Thorne și John Tiffany, intitulată Harry Potter and the Cursed Child (Harry Potter și copilul blestemat), va fi „a opta poveste cu Harry Potter” și că se va concentra pe viața celui mai mic fiu al lui Harry Potter, Albus, după epilogul cărții Harry Potter și talismanele morții. La 28 octombrie 2015, s-a pus în vânzare prima serie de bilete, care s-au epuizat în câteva ore.

### The Ickabog
Din 26 mai 2020 până la 10 iulie 2020, Rowling a publicat online o nouă poveste pentru copii. The Ickabog a fost anunțată la început ca „basm politic” pentru copii într-un interviu acordat în 2007 revistei Time. Rowling a amânat însă lucrul la această poveste, și s-a hotărât să o publice pentru copii abia ca răspuns la pandemia de COVID-19. A fost lansată și o ediție tipărită la 10 noiembrie 2020 cu ilustrații selecționate dintr-un concurs ce a rulat simultan cu publicarea online. Rowling a spus că toate câștigurile provenite din drepturile de autor asupra cărții vor fi donate unor organizații de caritate care ajută grupurile ce au avut mult de suferit din cauză de COVID-19.

### The Christmas Pig
La 13 aprilie 2021 s-a anunțat că Rowling va publica un nou roman pentru copii, intitulat The Christmas Pig (Porcul de Crăciun), și care urmează să fie lansat în octombrie 2021. Povestea nu are legătură cu niciuna din operele anterioare ale lui Rowling.

## Filantropie
În 2000, Rowling a fondat Volant Charitable Trust care folosea un buget de 5,1 milioane de lire sterline pentru combaterea sărăciei și inegalității sociale. Banii sunt donați copiilor abandonați, familiilor monoparentale și cercetărilor sclerozei multiple.

### Combaterea sărăciei și ajutorarea copiilor

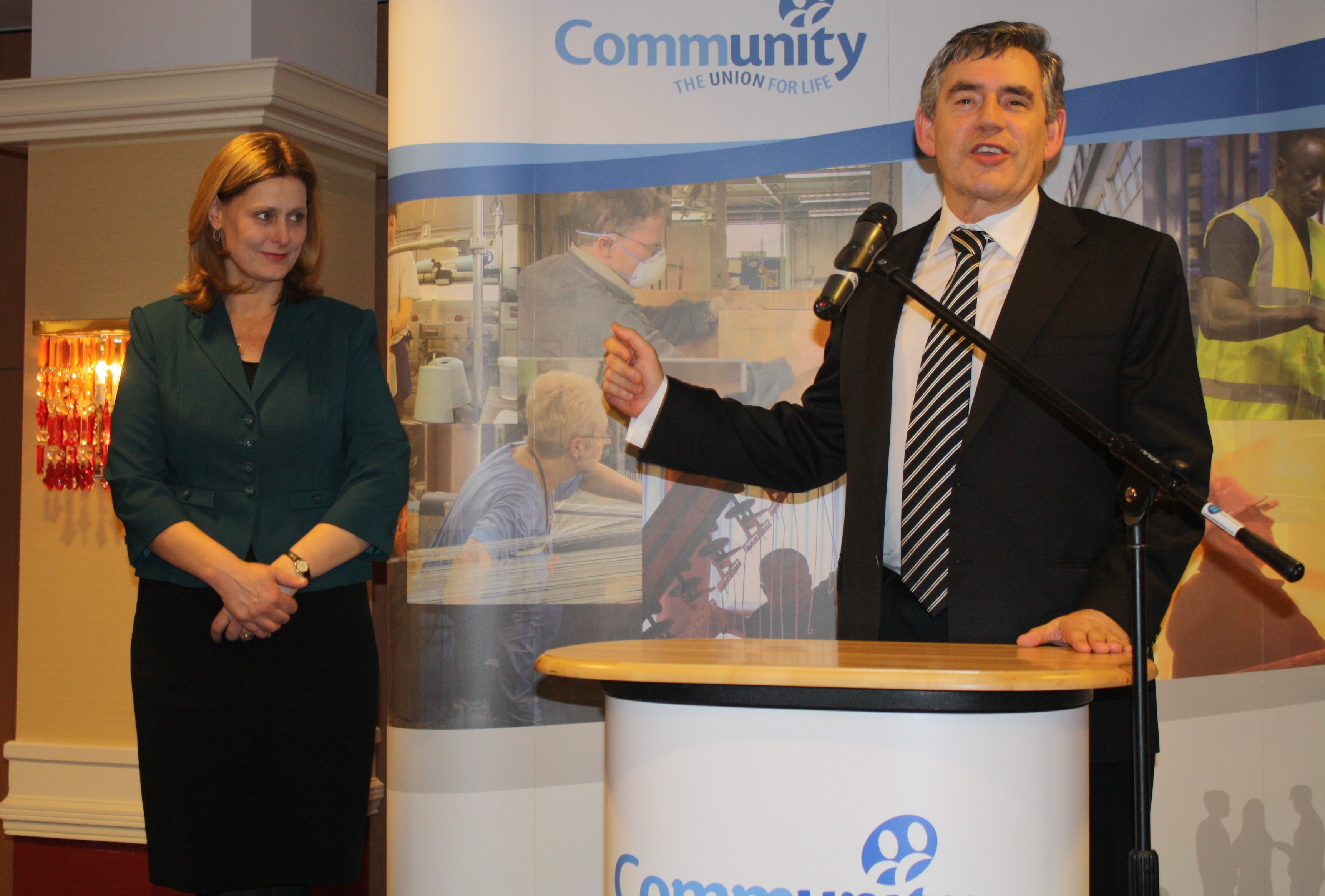
Scriitoarea a colaborat cu Sarah Brown (stânga), soția fostului prim-ministru britanic Gordon Brown (dreapta), pentru a ajuta organizația caritabilă One Parent Families.

Rowling a fost și ea părinte singur, iar acum este președinta fundației Gingerbread⁠(d) (fostă One Parent Families), după ce în 2000 ajunsese primul ambasador al acesteia. Rowling a colaborat cu Sarah Brown pentru a scrie o carte cu povești pentru copii în ajutorul celor de la One Parent Families.
În 2001, în Marea Britanie, organizație pentru strângere de fonduri contra sărăciei Comic Relief a cerut de la 3 autori de best-sellere — autoarea de cărți de bucate și prezentatoarea TV, Delia Smith; creatoarea francizei Bridget Jones⁠(d), Helen Fielding⁠(d); și J. K. Rowling — să prezinte broșuri cu cele mai faimoase lucrări ale lor. Broșurile lui Rowling: Animalele fantastice și unde le poți găsi și Vâj-hațul de-a lungul timpului, sunt declarate a fi cărți găsite în biblioteca Hogwarts. Din momentul punerii în vânzare, cărțile au strâns 15,7 milioane de lire sterline (30 de milioane de dolari) pentru fond, iar 10,8 milioane de lire sterline (20 milioane de dolari) strânse în afara Regatului Unit au fost canalizate în noul International Fund for Children and Young People in Crisis. În 2002, Rowling a contribuit cu un cuvânt înainte la Magic, o antologie de opere de ficțiune publicată de Bloomsbury Publishing, ajutând astfel la strângerea de bani în folosul Consiliului Național pentru Familii Monoparentale.
În 2005, Joanne a fondat, împreună cu europarlamentara Emma Nicholson, Children's High Level Group (astăzi, Lumos). În ianuarie 2006, scriitoarea a mers la București pentru a atrage atenția asupra utilizării de paturi cu gratii la spitalele psihiatrice pentru copii, fiind totodată invitată în audiență la președintele României, Traian Băsescu. Pentru a susține în continuare CHLG, Rowling a scos la licitație unul dintre cele șapte exemplare scrise de mână și ilustrate din Poveștile bardului Beedle, o serie de basme la care se face referire în Harry Potter și Talismanele Morții. Cartea a fost achiziționată de librăria online Amazon.com pe 13 decembrie 2007, în schimbul a 1,95 milioane de lire sterline, devenind cea mai scumpă carte modernă care s-a vândut la licitație. Rowling a dat restul de 6 copii unor persoane cu legături strânse cu cărțile Harry Potter. În 2008, Jo a acceptat să publice cartea, iar veniturile să meargă la Lumos. În noiembrie 2013, Rowling a virat câștigurile din vânzarea cărții Poveștile bardului Beedle, în sumă totală de aproape 19 milioane de lire.
În iulie 2012, Rowling a apărut la ceremonia de deschidere a Jocurilor Olimpice de Vară 2012 de la Londra, unde a citit câteva rânduri din cartea Peter Pan de J. M. Barrie ca parte a unui omagiu pentru Great Ormond Street Hospital for Children⁠(d). Lectura a fost însoțită de apariția unei reprezentări gonflabile a Lordului Voldemort și a altor personaje literare pentru copii.

### Scleroză multiplă
Rowling a contribuit cu bani și eforturi în vederea promovării cercetării și tratamentelor pentru scleroza multiplă, boală de care mama ei a murit în 1990. În 2006, Rowling a contribuit cu o sumă substanțială pentru crearea unui nou centru pentru medicină regenerativă la Universitatea din Edinburgh, iar în 2010 a donat 10 milioane de lire centrului. Din motive necunoscute, Scoția, țara ei adoptivă, are cea mai mare incidență a sclerozei multiple din lume. În 2003, Rowling a participat la o campanie pentru a stabili un standard național de îngrijire pentru cei care suferă de scleroză multiplă. În aprilie 2009, ea a anunțat că își retrage sprijinul pentru filiala scoțiană a Societății de Scleroză Multiplă, pe motiv că membrii acesteia nu reușesc să-și rezolve neînțelegerile dintre organizațiile sucursalei de nord și de sud care au produs demoralizare și s-au soldat cu câteva demisii.

### COVID-19
În mai 2020, Rowling a anunțat că publică romanul pentru copii The Ickabog, și că toate câștigurile din drepturile de autor ale acestuia vor fi donate organizațiilor de caritate care îi sprijină pe cei afectați de COVID-19. Prin Volant Charitable Trust, Rowling a donat sume de ordinul milioanelor către Khalsa Aid⁠(d) și către British Asian Trust⁠(d) pentru a-i ajuta în activitate de combatere covid în India, în mai 2021.

### Alte acțiuni filantropice

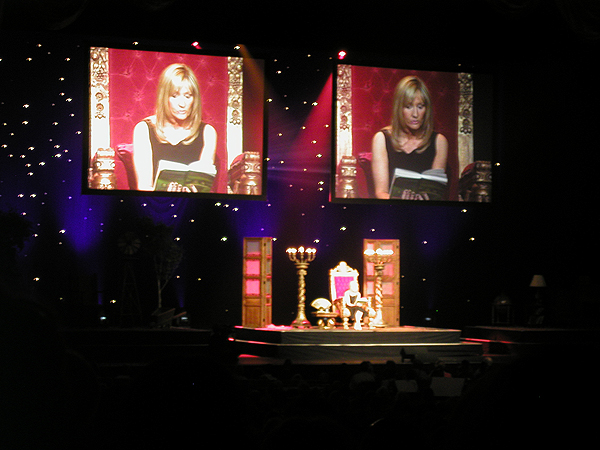
Joanne citind la Radio City Music Hall în New York.

În mai 2008, lanțul de librării Waterstones i-a rugat pe Rowling și pe alți 12 scriitori (Sebastian Faulks, Doris Lessing, Lisa Appignanesi⁠(d), Margaret Atwood, Lauren Child⁠(d), Richard Ford, Neil Gaiman, Nick Hornby, Michael Rosen⁠(d), Axel Scheffler⁠(d), Tom Stoppard și Irvine Welsh⁠(d)) să compună o scurtă bucată, la alegere, pe un singur card în format A5, care să fie vândut la licitație în folosul organizațiilor de caritate Dyslexia Action și English PEN. Contribuția lui Rowling a fost un prequel de 800 de cuvinte al seriei Harry Potter, care îi are ca personaje pe tatăl lui Harry, James Potter, și pe nașul lui, Sirius Black, și are loc cu trei ani înainte de nașterea lui Harry. Cardurile au fost strânse, legate împreună și vândute pentru organizația de caritate în format de carte în august 2008.
Pe 1 și 2 august 2006, a citit alături de Stephen King și John Irving la Radio City Music Hall⁠(d) în New York City. Profiturile de la eveniment au fost donate Fundației Haven și organizației non-guvernamentale Médecins Sans Frontières. În mai 2007, Rowling a oferit peste 250.000 de lire unui fond de recompensă inițiat de tabloidul News of the World pentru întoarcerea în siguranță a unei tinere fete britanice, Madeleine McCann⁠(d), dispărută în Portugalia. Împreună cu Nelson Mandela, Al Gore și Alan Greenspan, Rowling a scris o introducere la o colecție de discursuri ale lui Gordon Brown, veniturile fiind donate către Jennifer Brown Research Laboratory. După ce a fost expusă drept adevărata autoare a cărții The Cuckoo's Calling și vânzările acesteia au crescut mult, Rowling a anunțat că va dona toate câștigurile din drepturi de autor către Army Benevolent Fund⁠(d), afirmând că întotdeauna își dorise, dar nu se aștepta, ca acea carte să devină best-seller.
Rowling este membră a PEN, atât cel din Anglia, cât și cel din Scoția. Ea a fost una din cei 50 de autori care au contribuit la licitația de caritate First Editions, Second Thoughts, organizată de PEN Anglia. Fiecare autor a adnotat de mână o copie din prima ediție a uneia din cărțile sale. În cazul lui Rowling, aceasta a fost Harry Potter și piatra filozofală. Cartea ei s-a vândut cel mai scump din tot lotul evenimentului, și a adus 150.000 de lire.
Rowling susține și Shannon Trust⁠(d), care derulează proiectele Toe by Toe Reading Plan și Shannon Reading Plan în închisorile din tot Regatul Unit, ajutând și învățând deținuți analfabeți.

## Influențe
Rowling a numit-o pe activista pentru drepturi civile Jessica Mitford drept persoana cu cea mai puternică influență asupra ei. Ea a spus: „Jessica Mitford a fost eroina mea de când aveam 14 ani, când am auzit-o pe formidabila mea mătușă discutând cum Mitford a fugit de acasă la 19 ani să lupte de partea republicanilor în Războiul Civil Spaniol”, și susține că Mitford a inspirat-o prin faptul că era „incurabil și instinctiv rebelă, curajoasă, aventuroasă, amuzantă și ireverențioasă, cel mai mult îi plăcea o ceartă bună, de preferat împotriva unui adversar infatuat și ipocrit”. Rowling a descris-o pe Jane Austen drept autoarea ei preferată, spunând în O, The Oprah Magazine că Emma este cartea ei preferată. În copilărie, a spus că primele influențe asupra ei au fost de la Leul, vrăjitoarea și dulapul de C. S. Lewis, The Little White Horse⁠(d) de Elizabeth Goudge⁠(d), și Manxmouse⁠(d) de Paul Gallico.

## Opinii

### Politică
Pentru mulți, Rowling este cunoscută pentru orientarea ei politică de centru-stânga. În septembrie 2008, în ajunul conferinței Partidului Laburist din Regatul Unit, Rowling a anunțat că a donat un milion de lire sterline Partidului și l-a susținut în mod public pe prim-ministrul laburist Gordon Brown, al cărui concurent era președintele Partidului Conservator, David Cameron, lăudând politicile laburiștilor în domeniul combaterii sărăciei copiilor. Rowling este prietenă apropiată cu Sarah Brown⁠(d), soția lui Gordon Brown, pe care a cunoscut-o când au colaborat la un proiect de caritate în folosul organizației One Parent Families.
Rowling a comentat pe teme de politică americană când a discutat alegerile prezidențiale SUA din 2008 cu ziarul în limba spaniolă El País în februarie 2008, când și-a exprimat părerea că ele vor avea efecte profunde asupra întregii lumi. A afirmat și că Barack Obama și Hilarry Clinton ar fi extraordinari la Casa Albă. În același interviu l-a identificat pe Robert F. Kennedy drept un erou al ei.
În aprilie 2010, Rowling a publicat un articol în The Times în care ea critica puternic planul lui Cameron de a încuraja cuplurile căsătorite, oferindu-le o scutire fiscală de 150 de lire sterline anual: „nimeni din cei care au trecut prin realitatea sărăciei nu o să spună «nu contează banii, contează mesajul». Când cineva ți-a spart apartamentul și nu ai bani de lăcătuș, contează banii. Când nu-ți ajung banii să iei o conservă de fasole, și copilului îi e foame, contează banii. Când te gândești să furi scutece din magazine, contează banii.”
Deoarece locuiește în Scoția, Rowling a fost eligibilă pentru a vota la referendumul pentru independența Scoției din 2014, înaintea căruia a făcut campanie pentru votul „Nu”. Ea a donat 1 milion de lire campaniei anti-independență Better Together⁠(d), derulată de fostul ei vecin Alistair Darling⁠(d), cea mai mare donație primită de acea campanie la data respectivă. Într-un post pe blog, Rowling a explicat că o scrisoare deschisă din partea profesioniștilor din sistemul medical scoțian au ridicat probleme față de planurile prim-ministrului Alex Salmond⁠(d) pentru finanțarea comună a cercetării. Rowling i-a comparat pe unii naționaliști scoțieni cu mâncătorii de moarte din Harry Potter, personaje care îi detestă pe cei care nu sunt de origine pură.
La 22 octombrie 2015, în The Guardian a fost publicată o scrisoare semnată de Rowling (împreună cu alte 150 de persoane publice din domeniile artelor și politicii) care se opuneau boicotului cultural al Israelului, și anunțând crearea unei rețele pentru dialog, denumită Culture for Coexistence. Rowling și-a explicat ulterior poziția în detaliu, afirmând că deși se opune majorității acțiunilor lui Beniamin Netanyahu, ea nu crede că boicotul cultural va aduce îndepărtarea liderului israelnian sau ameliorarea situației din Israel și Palestina.
În iunie 2016, Rowling a făcut campanie pentru rămânerea Regatului Unit în Uniunea Europeană înaintea referendumului din 2016, afirmând pe website-ul ei: „eu sunt produsul metis al continentului european și sunt o internaționalistă. Am fost crescută de o mamă francofilă a cărei familie era mândră de originea ei parțial franceză ... valorile mele nu sunt conținute sau prescrise de frontiere. Absența unei vize atunci când trec Canalul are pentru mine o valoare simbolică. Poate nu sunt în casa mea, dar sunt tot în orășelul meu." Rowling și-a exprimat îngrijorarea că campania pentru ieșirea din UE este sprijinită de „rasiști și bigoți”. Într-un post pe blog, a adăugat: „cum poate o retragere într-un individualism egoist și șovăielnic să fie răspunsul potrivit atunci când Europa se confruntă cu amenințări autentice, când legăturile care ne leagă sunt atât de puternice, când am ajuns atât de departe împreună? Cum putem spera să depășim enormele provocări ale terorismului și schimbărilor climatice fără cooperare și colaborare?”

### Religie
De-a lungul anilor, mai multe persoane și organizații din sfera religioasă au criticat cărțile lui Rowling pentru o presupusă promovare a vrăjitoriei. Multe obiecții au venit din partea creștinilor, chiar dacă Rowling se identifică drept creștină, afirmând că „cred în Dumnezeu, nu în magie”. La începutul procesului de scriere a seriei de cărți Harry Potter, și ca răspuns la critici, Rowling nu și-a dezvăluit convingerile religioase, temându-se că dacă cititorii le-ar cunoaște, atunci ar putea prevedea soarta unor personaje din cărțile ei.
În 2007, Rowling a afirmat că este singura persoană din familia ei care merge regulat la biserică, și că aderă la Biserica Anglicană. În studenție, fusese iritată de „îngâmfarea religioșilor”, și a participat mai rar la slujbe. Ulterior, a început să participe la o congregație anglicană scoțiană⁠(d) cam în perioada când scria Harry Potter. Cea mai mare fiică a ei, Jessica, a fost botezată acolo.
Într-un interviu din 2006 cu revista Tatler⁠(d), autoarea a remarcat: „ca și Graham Greene, mă gândesc câteodată dacă credința mea se va întoarce. E important pentru mine”. A spus că se luptă cu îndoiala, că crede într-o viață de apoi, și că credința ei joacă un rol în cărțile pe care le scrie. Într-un interviu la radio din 2012, Rowling a afirmat că este membră a Bisericii Episcopale Scoțiene⁠(d), o provincie a Comuniunii Anglicane.
În 2015, după referendumul pe tema căsătoriei între persoane de același sex în Irlanda⁠(d), Rowling a glumit ca dacă Irlanda legalizează căsătoria între persoane de același sex, Dumbledore și Gandalf s-ar putea căsători acolo. Ca răspuns, Biserica Baptistă din Westboro a afirmat că dacă cei doi s-ar căsători, ei ar picheta. Rowling a răspuns și ea spunând: „vai, la cât de extraordinară ar fi o asemenea uniune într-un asemenea loc, mințile voastre bigote și minuscule v-ar exploda din craniile groase și cocârjate în care stau.”

### Presă
J. K. Rowling a afirmat ca are o relație dificilă cu presa, recunoscând că îi displace natura capricioasă a relatării știrilor, dar nu a fost de acord că este o retrasă căreia nu-i place să dea interviuri. Până în 2011, Rowling declanșase peste 50 de acțiuni împotriva presei. În 2001, Press Complaints Comission a admis o plângere pe tema unor fotografii neautorizate cu ea și fiica ei pe plajă în Mauritius, publicate de revista OK!. În 2007, David (fiul ei), asistat de Rowling și soțul ei, a pierdut procesul prin care interzicea publicarea unei fotografii a lui. Fotografia, făcută de un fotograf cu un teleobiectiv, a fost publicată în Sunday Express, într-un articol care dezvăluia viața de familie a lui Rowling. Sentința a fost întoarsă în favoarea lui David în mai 2008.
Rowling a spus că îi displace în special tabloidul britanic Daily Mail, care publicase o serie de interviuri cu fostul ei soț. Cum remarca un jurnalist, „unchiul Vernon al lui Harry Potter reprezintă un filistin cu tendințe violente, și posesor de remarcabil de puțină minte. Nu este greu să ghicești ce ziar i-a dat Rowling să citească [în Pocalul de foc]”. În 2014, a câștigat un proces de calomnie cu Daily Mail pentru un articol despre perioada când era mamă singură. S-au făcut speculații cum că relația dificilă a lui Rowling cu presa ar fi sursa de inspirație pentru personajul Rita Skeeter⁠(d), o ziaristă care scrie bârfe despre celebrități și apare pentru prima oară în Pocalul de foc, dar Rowling a afirmat în 2000 că dezvoltarea acelui personaj datează dinainte ca ea să ajungă celebră.
În septembrie 2011, Rowling a fost numită „principală participantă” la Ancheta Leveson⁠(d) pe tema culturii, practicilor și eticii presei britanice, ca una din zecile de celebrități care ar fi putut fi victime ale unor atacuri informatice asupra telefoanelor lor⁠(d). La 24 noiembrie 2011, Rowling a depus mărturie în fața comisiei de anchetă; deși nu se bănuia că ar fi fost victimă a unor astfel de atacuri, mărturia ei a cuprins relatări despre fotografi care stăteau permanent în pragul ușii ei, despre cum logodnicul ei a fost păcălit să-și dea adresa de acasă unui ziarist care pretindea că este un inspector fiscal, despre cum a fugărit un ziarist la doar o săptămână după ce născuse, despre cum un ziarist a lăsat un bilet în ghiozdanul fetiței ei care avea pe atunci cinci ani, și despre o încercare a ziarului The Sun de a o „șantaja” să acorde o oportunitate foto în schimbul returnării unui manuscris furat. Rowling a susținut că a fost obligată să se mute din fosta casă din Merchiston⁠(d) din cauza intruziunilor presei. În noiembrie 2012, Rowling a scris un editorial de opinie⁠(d) pentru The Guardian ca răspuns la decizia lui David Cameron de a nu implementa toate recomandările comisiei de anchetă Leveson, afirmând că se simte „înșelată și furioasă”.
În 2014, Rowling și-a reafirmat sprijinul pentru „Hacked Off⁠(d)”, o campanie care susține autoreglementarea presei, semnând o declarație comună cu alte celebrități britanice, în care se cerea „[protejarea] presei de intervențiile politice, dând în același timp protecție vitală celor vulnerabili”.

### Persoane transgen
În decembrie 2019, Rowling a scris pe Twitter un mesaj de susținere pentru Maya Forstater⁠(d), o femeie britanică care a pierdut un proces civil (Maya Forstater v Centre for Global Development⁠(d)) împotriva fostului ei angajator, Center for Global Development⁠(d), după ce contractul ei nu a mai fost reînnoit în urma comentariilor făcute de ea despre persoanele transgen.
La 6 iunie 2020, Rowling a criticat, tot pe Twitter, fraza „persoane cu menstruație”, afirmând că „dacă sexul nu e adevărat, realitatea trăită global de femei se șterge. Cunosc și iubesc persoane trans, dar ștergerea conceptului de sex înlătură capacitatea multora de a-și discuta viețile cu însemnătate.” Tweeturile lui Rowling au fost criticate de GLAAD⁠(d), care a afirmat că sunt „crude” și „anti-trans”. Unii actori din filmele Harry Potter au criticat și ei ideile lui Rowling ori s-au pronunțat în favoarea drepturilor persoanelor trans. Au făcut aceasta Daniel Radcliffe, Emma Watson, Rupert Grint, Bonnie Wright, și Katie Leung⁠(d), precum și actorul principal din Fantastic Beasts, Eddie Redmayne, și site-urile de fani MuggleNet⁠(d) și The Leaky Cauldron⁠(d). Actrița Emma Watson⁠(d) (care a jucat rolul lui Hermione Granger în Harry Potter and the Cursed Child) s-a exprimat la început în favoarea lui Rowling dar s-a retras în urma criticilor.
La 10 iunie 2020, Rowling a publicat pe website-ul ei un eseu de 3600 de cuvinte în care a răspuns acestor critici. Rowling a scris din nou că consideră înjositori termenii de tipul „persoane cu menstruație”. Ca supraviețuitoare a violenței domestice și agresiunilor sexuale, ea a spus că „atunci când deschizi larg ușile toaletelor și vestiarelor oricărui bărbat care crede sau simte că este femeie ... atunci deschizi ușile oricărui și tuturor bărbaților care doresc să intre”, admițând însă și că majoritatea persoanelor trans sunt vulnerabile și că merită protecție. Discutând mai mult despre cine este mai expus în toaletele femeilor, Reuters a arătat că femeile trans sunt cele mai vulnerabile, și că, în cele 200 de comune în care s-a permis persoanelor trans să folosească adăposturile pentru femei, nu s-au raportat creșteri ale vreunor acte de violență. Eseul a fost criticat, printre alții, de organizația de caritate pentru copii Mermaids⁠(d) (care sprijină copiii transgen sau neconformați genului, și pe părinții lor) și teoreticiana de gen feministă Judith Butler. Rowling a fost încadrată în mai multe momente drept feministă radicală trans-exclusivistă⁠(d), deși ea respinge această etichetă. Rowling a primit susținerea actorilor Robbie Coltrane și Brian Cox, precum și a unor feministe, cum ar fi activista Ayaan Hirsi Ali și feminista radicală Julie Bindel⁠(d). Eseul a fost nominalizat de BBC la Premiul Russell, decernat anual, pentru scris.
În august 2020, Rowling a returnat Premiul Robert F. Kennedy pentru Drepturile Omului⁠(d) după ce Kerry Kennedy⁠(d) a publicat o declarație în care își declara „profunda dezamăgire” față de „atacurile [lui Rowling] la adresa comunității transgen”, pe care Kennedy le considera „neconforme credințelor și valorilor fundamentale ale lui RFK Human Rights și ... o repudiere a ideilor tatălui meu”. Rowling și-a mărturisit „profunda tristețe” cauzată de afirmația lui Kennedy, dar a continuat să susțină că niciun premiu nu o va încuraja să renunțe la „dreptul de a urma dictatele” propriei conștiințe.

## Dispute juridice
Rowling, editurile ei și Time Warner, proprietarul drepturilor pentru filmele Harry Potter, au deschis numeroase acțiuni legale pentru a-și proteja drepturile de autor. Popularitatea seriei Harry Potter în întreaga lume a dus la apariția mai multor produse de anvergură locală, continuări neautorizate și a altor lucrări derivate, ceea ce a determinat necesitatea unor eforturi de a le interzice sau de a le restrânge.
Un alt subiect de dispută o reprezintă interdicțiile judecătorești obținute de Rowling și editurile ei împotriva lecturării cărților înainte de data oficială de lansare. Aceste interdicții au atras criticile activiștilor pentru drepturi civile și pentru libera exprimare, și au stârnit dezbateri pe tema „dreptului de a citi”.

## Premii
Rowling a fost numită doctor honoris causa al Universității Saint Andrews, Universității din Edinburgh, Universității Napier, Universității din Exeter, Universității din Aberdeen și Universității Harvard, unde a ținut o cuvântare în 2008 la ceremonia de deschidere a anului universitar. Rowling a fost decorată cu Legiunea de onoare în grad de cavaler de către președintele francez Nicolas Sarkozy. În 2002, Rowling a fost aleasă membră de onoare a Societății Regale din Edinburgh⁠(d) (HonFRSE) și membră a Societății Regale de Literatură⁠(d) (FRSL). A fost recunoscută și ca membră a Colegiului Regal al Medicilor din Edinburgh⁠(d) (FRCPE) în 2011 pentru contribuția în domeniile literaturii și filantropiei.
| Referințe               |
| [ 314 ] [ 315 ] [ 316 ] |

- 1997: Nestlé Smarties Book Prize⁠(d), Gold Awards (Premiul de aur) pentru Harry Potter și Piatra Filozofală
- 1998: Nestlé Smarties Book Prize, Gold Award (Premiul de aur) pentru Harry Potter și Camera Secretelor
- 1998: British Children's Book of the Year⁠(d), câștigătoare: Harry Potter și Piatra Filozofală
- 1999: Nestlé Smarties Book Prize, Gold Award (Premiul de aur) pentru Harry Potter și Prizonierul din Azkaban
- 1999: British Children's Book of the Year, câștigătoare: Harry Potter și Camera Secretelor
- 1999: Whitbread Children's Book of the Year⁠(d), câștigătoare: Harry Potter ași Prizonierul din Azkaban
- 2000: British Book Awards⁠(d), Author of the Year (Autorul anului).
- 2000: Ordinul Imperiului Britanic.[317]
- 2003: Premio Príncipe de Asturias, Concord.
- 2003: Bram Stoker Award pentru Best Work for Young Readers, câștigătoare: Harry Potter și Ordinul Phoenix
- 2006: British Book of the Year⁠(d), câștigătoare: Harry Potter și Prințul Semipur
- 2007: Blue Peter Badge⁠(d), Gold (Aur).
- 2008: British Book Awards, realizări remarcabile.
- 2009: Légion d'honneur (Legiunea de onoare), premiată de președintele francez Nicolas Sarkozy.
- 2010: Hans Christian Andersen Literature Award⁠(d), câștigătoarea premiului inaugural.
- 2011: British Academy Film Awards, contribuție britanică remarcabilă în cadrul cinema-ului pentru seria de filme Harry Potter,
- Diplome de onoare: Colegiul Dartmouth, Universitatea Saint Andrews, Universitatea din Edinburgh, Universitatea Napier din Edinburgh, Universitatea din Exeter, Universitatea din Aberdeen, Universitatea Harvard

## Lucrări

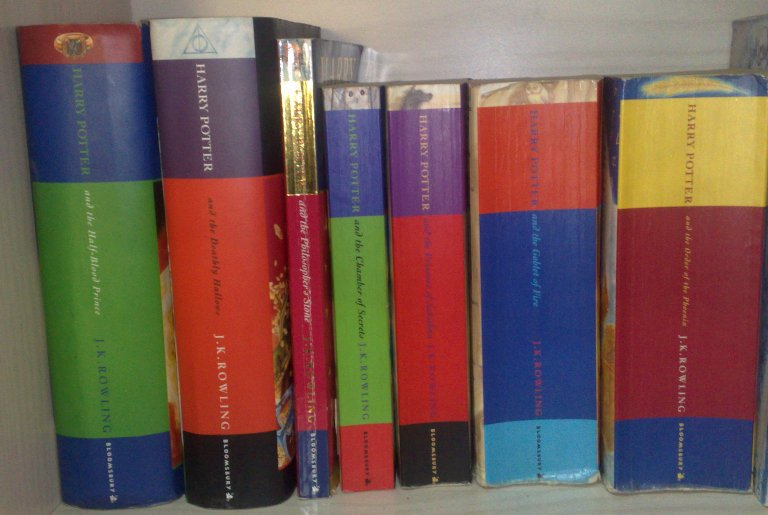
Ediții britanice ale celor șapte cărți Harry Potter

| Articole - Melissa Anelli⁠(d) (2008). Prefață pentru Harry, A History⁠(d): The True Story of a Boy Wizard, His Fans, and Life Inside the Harry Potter Phenomenon. - Gordon Brown (2006). Introducere pentru „Ending Child Poverty” în Moving Britain Forward. Selected Speeches 1997–2006. - McNeil, Gil și Sarah Brown, editori (2002). Prefață pentru antologia Magic. - J. K. Rowling (5 iunie 2008) „The Fringe Benefits of Failure, and the Importance of Imagination. Harvard Magazine. - J. K. Rowling (30 aprilie 2009). „Gordon Brown - The 2009 Time 100” Arhivat în 26 august 2013, la Wayback Machine.. Time Magazine. - J. K. Rowling (14 aprilie 2010). „The single mother's manifesto” Arhivat în 23 aprilie 2010, la Wayback Machine.. The Times. - Sussman, Peter Y., editor (26 iulie 2006). The First It Girl: J.K. Rowling reviews Decca: the Letters of Jessica Mitford. The Daily Telegraph. | Cărțile Harry Potter - 1997: Harry Potter și Piatra Filozofală (Harry Potter and the Philosopher's Stone). - 1998: Harry Potter și Camera Secretelor (Harry Potter and the Chamber of Secrets). - 1999: Harry Potter și Prizonierul din Azkaban (Harry Potter and the Prisoner of Azkaban). - 2000: Harry Potter și Pocalul de Foc (Harry Potter and the Goblet of Fire). - 2003: Harry Potter și Ordinul Phoenix (Harry Potter and the Order of the Phoenix). - 2005: Harry Potter și Prințul Semipur (Harry Potter and the Half-Blood Prince). - 2007: Harry Potter și Talismanele Morții (Harry Potter and the Deathly Hallows). |

| Alte cărți - 2001 : Vâj-hațul de-a lungul timpului (Quidditch Through the Ages). - 2001 : Animalele fantastice și unde le poți găsi (Fantastic Beasts and Where to Find Them). - 2007 (anul original); 2008 (oferită publicului general): Poveștile bardului Beedle (The Tales of Beedle the Bard). - 2012 : Moarte subită (The Casual Vacancy). | Povestiri - 2008: „Harry Potter prequel⁠(d)”. Cărțile Cormoran Strike - 2013: Chemarea cucului (The Cuckoo’s Calling). - 2014: Viermele de mătase (The Silkworm). - 2015: Carieră malefică (Career of Evil). - 2018: Alb letal (Lethal White) |

## Filmografie
| An           | Titlu                                         | Rolul avut | Rolul avut | Rolul avut | Rolul avut          | Note                                                               | Ref.    |
| An           | Titlu                                         | Actriță    | Scenaristă | Producător | Producător executiv | Note                                                               | Ref.    |
| ------------ | --------------------------------------------- | ---------- | ---------- | ---------- | ------------------- | ------------------------------------------------------------------ | ------- |
| 2003         | The Simpsons                                  | Da         |            |            |                     | Voce in "The Regina Monologues⁠(d)"                                 |         |
| 2010         | Harry Potter and the Deathly Hallows – Part 1 |            |            | Da         |                     | Film bazat pe Harry Potter și Talismanele Morții                   | [ 333 ] |
| 2011         | Harry Potter and the Deathly Hallows – Part 2 |            |            | Da         |                     | Film bazat pe Harry Potter și Talismanele Morții                   | [ 333 ] |
| 2015         | The Casual Vacancy⁠(d)                         |            |            |            | Da                  | Miniserie de televiziune bazată pe nuvela ei Moarte subită         | [ 334 ] |
| 2016         | Fantastic Beasts and Where to Find Them       |            | Da         | Da         |                     | Film inspirat de cartea ei Animale fantastice și unde le poți găsi | [ 335 ] |
| 2017–prezent | Strike⁠(d)                                     |            |            |            | Da                  | Serial pentru televiziune bazat pe cărțile ei Cormoran Strike⁠(d)   | [ 336 ] |
| 2018         | Fantastic Beasts: The Crimes of Grindelwald   |            | Da         | Da         |                     | Film inspirat de cartea ei Animale fantastice și unde le poți găsi | [ 337 ] |